# Lục Hạo Đông
Lục Trung Quế (30 tháng 9 năm 1868 – 7 tháng 11 năm 1895), tự Hiến Hương, được biết đến nhiều hơn với cái tên Lục Hạo Đông, là một nhà cách mạng nổi tiếng trong cuối triều đại Nhà Thanh. Ông được biết đến là tác giả lá cờ Thanh Thiên Bạch Nhật, cờ mà sau này trở thành quốc huy và đảng kỳ của Chính phủ Quốc dân (KMT; Chinese Nationalist Party), và trở thành Quốc kỳ Trung Hoa Dân Quốc.